# Saucrobotys
Saucrobotys là một chi bướm đêm thuộc họ Crambidae.